# Goce Georgiewski
Goce Georgiewski (ur. 12 lutego 1987 w Skopju) – macedoński piłkarz ręczny grający w Metalurgu Skopje i reprezentacji Macedonii.